# Janžev Vrh
Janžev Vrh este o localitate din comuna Radenci, Slovenia, cu o populație de 255 de locuitori.